# 9380 Macon
A 9380 Macon (korábbi nevén 1993 QZ5) a Naprendszer kisbolygóövében található aszteroida. Eric Walter Elst fedezte fel 1993. augusztus 17-én.

## Kapcsolódó szócikk
- Kisbolygók listája (9001–9500)